# هوریکون (ویسکانسین)
هوریکون، ویسکانسین  (به انگلیسی: Horicon) شهری در شهرستان دوج ایالت ویسکانسین است که در سال ۱۸۹۷ بنیان‌گذاری شده‌است. این شهر طبق سرشماری سال ۲۰۱۰ میلادی ۳٬۶۵۵ نفر جمعیت داشته‌است.

## نگارخانه

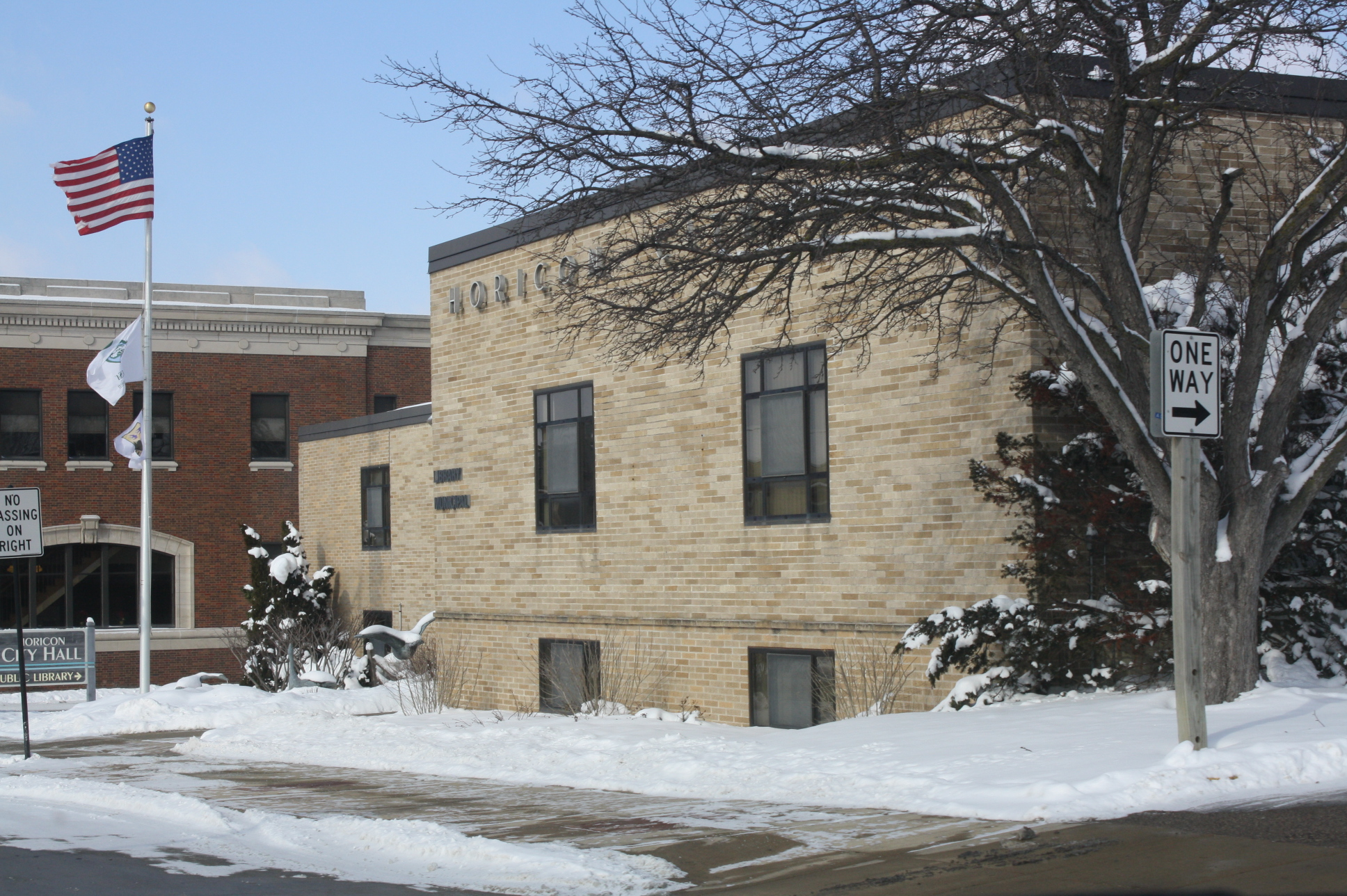
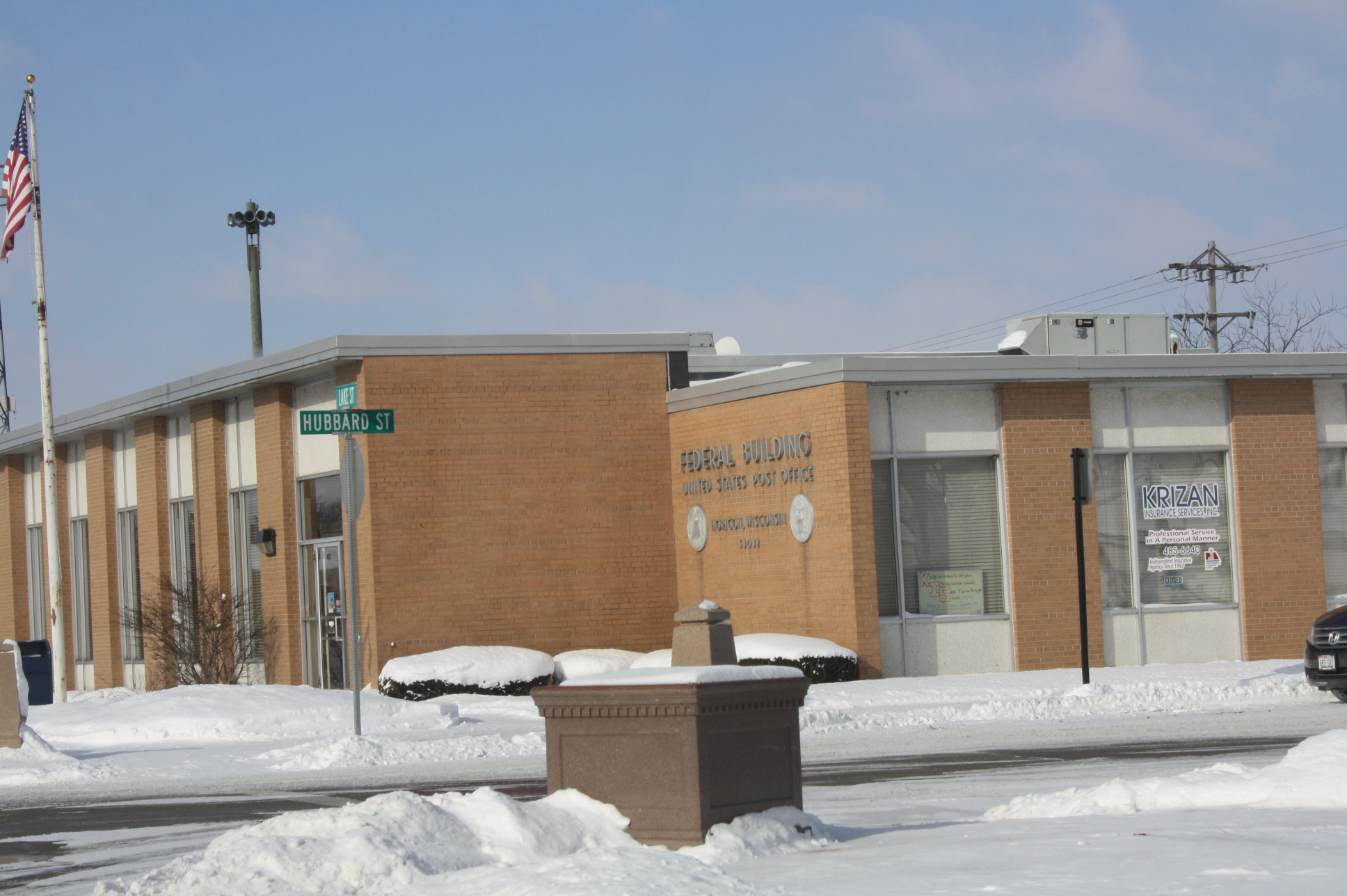
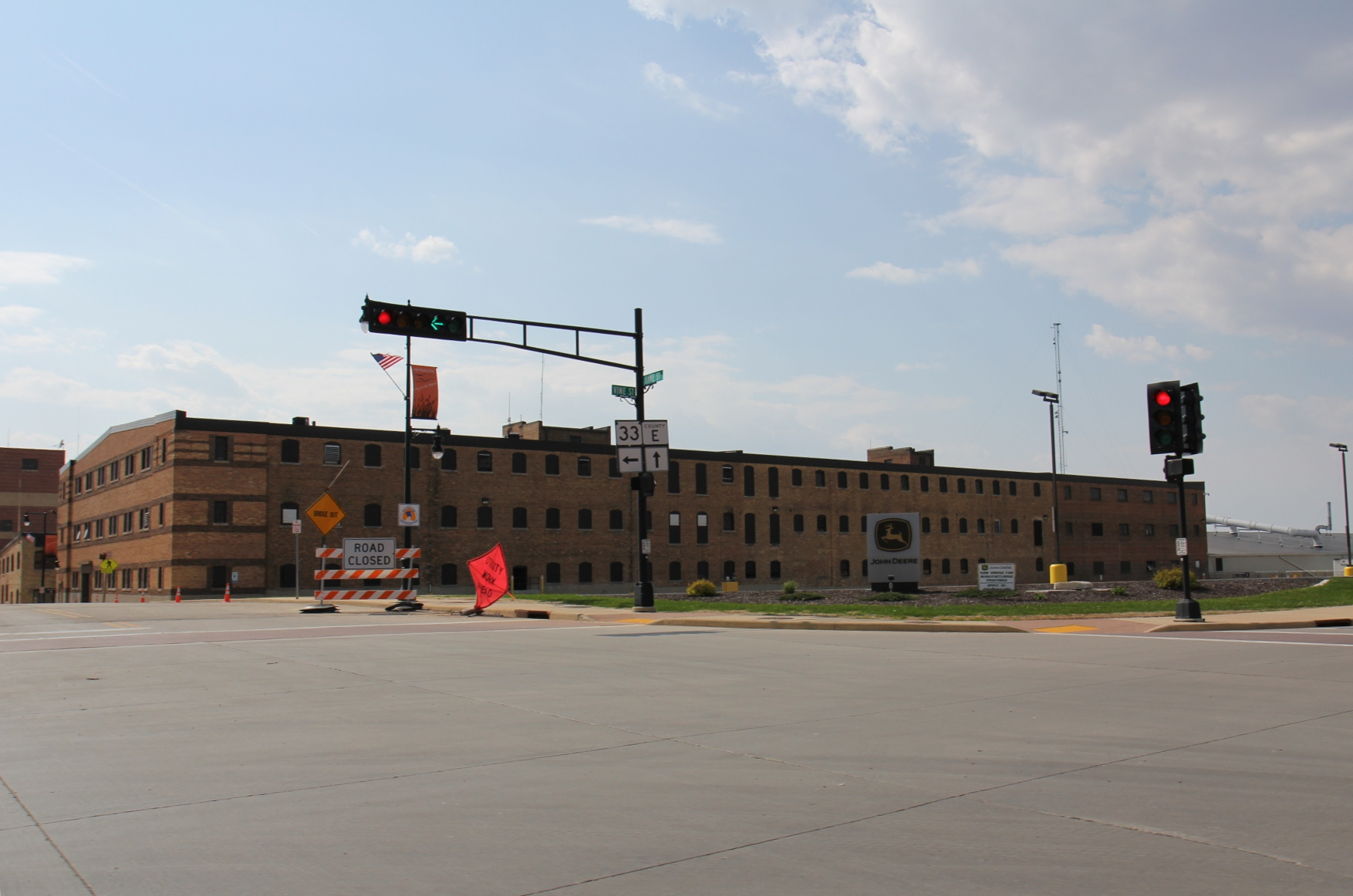
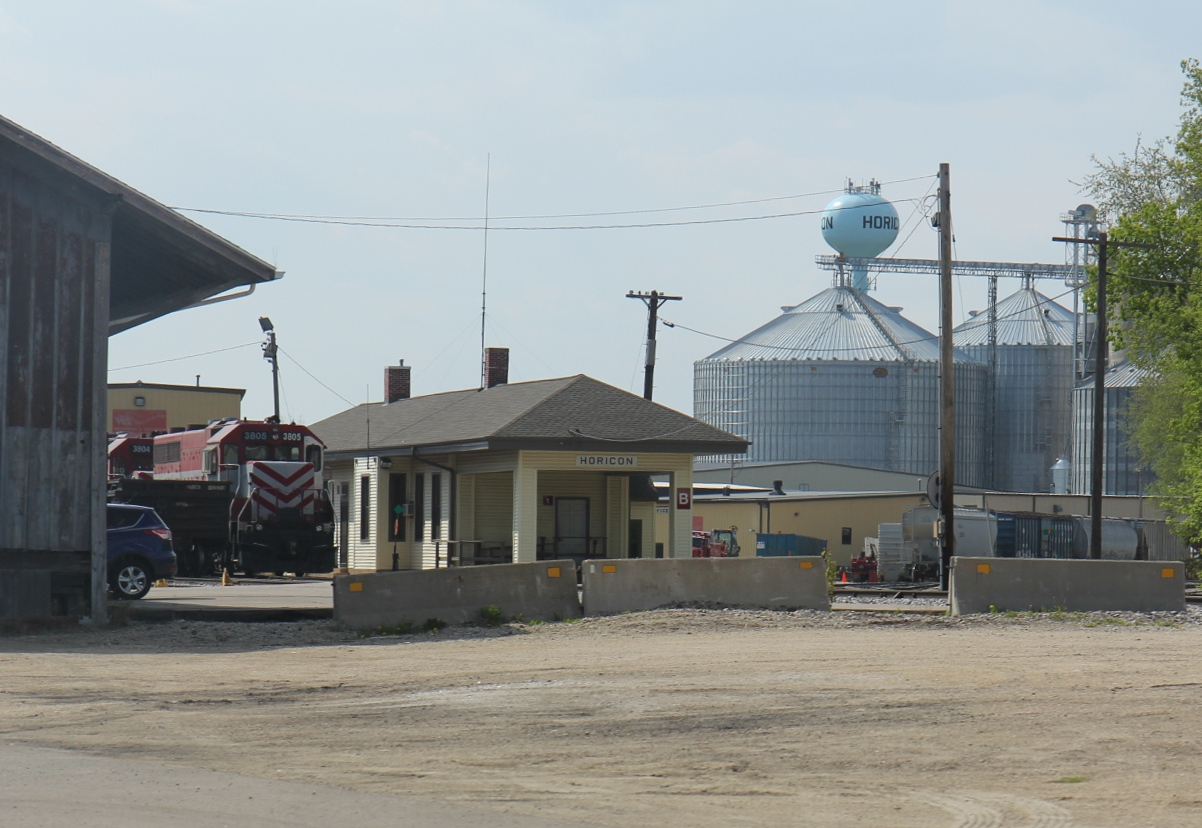